# Niesamowity dwór
Niesamowity dwór (w późniejszych wydaniach Pan Samochodzik i niesamowity dwór) – powieść dla młodzieży autorstwa Zbigniewa Nienackiego, wydana po raz pierwszy w roku 1969. Powieść wchodzi w skład cyklu Pan Samochodzik, opisującego przygody historyka sztuki – detektywa noszącego to przezwisko.

## Opis fabuły
Akcja powieści rozgrywa się w Janówce, Łodzi i Piotrkowie Trybunalskim. Pan Samochodzik zostaje kustoszem dworu pana Czerskiego w Janówce. Jego podwładnymi są panna Barbara Wierzchoń i Jan Bigos. W nocy, a także podczas nieobecności kustosza i jego pomocników, we dworze ktoś grasuje. Wkrótce okazuje się, że dwór był kiedyś siedzibą loży masońskiej. Pan Samochodzik stara się rozwikłać zagadkę: kto i czego szuka w starym dworze.

## Bohaterowie
Pan Samochodzik – właściwie Tomasz. Główny bohater serii powieści. Pracuje na etacie referenta w Ministerstwie Kultury i Sztuki. Zajmuje się zagadkami historycznymi.
Barbara Wierzchoń – staranna i sumienna. Ma jasne, krótkie włosy. Jest wyjątkowo pracowita i ambitna. Szczerze mówi to co myśli. Boi się myszy. Ma około 22 lat.
Jan Bigos – około 22 lat. Niechlujny i nonszalancki. Naśmiewa się z sumienności Barbary Wierzchoń. Nie rozstaje się ze swoją gitarą, na której często gra. Nie przejmuje się obowiązkami. Lubi sytuacje jasne i klarowne.
Panna Marysia – młoda blondynka o niebieskich oczach. Bardzo chciała spotkać duchy we dworze i szybko zdobyła zaufanie kustosza i jego pomocników. Jedynie panna Wierzchoń nie potrafiła jej zaufać. Współpracowała z Baturą szukając skarbu.
Waldemar Batura – kolega ze studiów Pana Samochodzika. Zajmuje się nielegalnym handlem dziełami sztuki i antykami.
Antek Wasiak – mieszka w Janówce. W przyszłości chce zostać lekarzem. Jest poważny. Nie wierzy w duchy i stara się to jakoś rozsądnie wytłumaczyć. Syn kierownika ośrodka wczasowego. Należy do kółka dramatycznego.
Zosia – mieszka w Janówce. Przyjaźni się z Antkiem. Wierzy w duchy i interesuje się sprawą dworu. Chce zostać aktorką. Jej matka prowadzi stołówkę w ośrodku wczasowym. Należy do kółka dramatycznego.
Janiak – brodaty, zgarbiony z wielką szopą siwych włosów na głowie. Mieszka w oficynie obok dworu. Kiedyś zajmował się ogrodnictwem, gdy właścicielem dworu był pan Czerski.

## Ekranizacja
Powieść została zekranizowana w 1986 przez Janusza Kidawę pod tytułem Pan Samochodzik i niesamowity dwór.

## Wydania
- I – Wydawnictwo Łódzkie, Łódź 1969
- II – Wydawnictwo Łódzkie, Łódź 1971
- III – Wydawnictwo Łódzkie, Łódź 1974 (ss. 288; nakład 60 000 + 250 egz.)
- IV – Wydawnictwo Łódzkie, Łódź 1977
- – Wydawnictwo Pojezierze, Olsztyn 1981
- – Wydawnictwo Pojezierze, Olsztyn 1990
- – Klub Świat Książki, Warszawa 1999
- – Siedmioróg, Wrocław 2007
- – Literatura, 2009
- – Wydawnictwo Edipresse-Kolekcje SA, Warszawa 2015 (w serii: Klub Książki Przygodowej tom 4; ISBN 978-83-7989-750-6)